# Baptisten in den Niederlanden
Baptisten in den Niederlanden gibt es seit 1845. Zum Bund der niederländischen Baptisten gehören heute 85 Ortsgemeinden mit insgesamt ca. 12.000 getauften Mitgliedern. Der offizielle Name lautet: Unie van Baptistengemeenten in Nederland.
Neben diesem Bund existiert noch eine weitere baptistische Vereinigung, die Bruderschaft von Baptistengemeinden (niederl. Broederschap van Baptistengemeenten). Nach einem Zusammenschluss mit anderen freikirchlichen Gemeinden heißt dieser Kirchenbund heute ABC – Alliantie van Baptisten en CAMA gemeenten.

## Geschichte
Amsterdam war der Gründungsort der weltweit ersten Baptistengemeinde. Kongregationalistische Glaubensflüchtlinge aus England trafen sich 1609 im Hinterzimmer einer Bäckerei und vereinigten sich unter der Leitung von John Smyth und Thomas Helwys zu einer taufgesinnten Gemeinde. Kurze Zeit später kehrte Helwys mit einem Teil dieser Gemeinde nach England zurück. Der andere Teil der Gemeinde ging in den Gemeinden der waterländischen Mennoniten auf.

### Anfänge

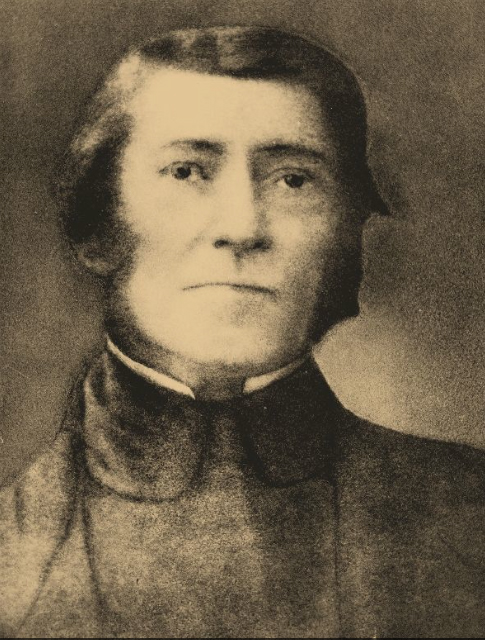
Elias Feisser

Die eigentliche Entstehung des niederländischen Baptismus ist eng mit dem Namen Johannes Elias Feisser verbunden. Feisser, Jahrgang 1805, war ursprünglich Prädikant der Niederländisch-reformierten Kirche und arbeitete in drei Gemeinden. Zuletzt war er Pfarrer der Gemeinde Gasselternijveen. Aufgrund seiner persönlichen  Beschäftigung mit der Bibel wuchs in ihm die Erkenntnis, dass die neutestamentliche Taufe den Taufwunsch des Täuflings voraussetzte und durch Untertauchen geschah. Er stellte diese Erkenntnis innerhalb seiner Kirche zur Diskussion und geriet darüber mit seinem Kirchenvorstand in eine tiefe Auseinandersetzung. 1843 enthob ihn die übergeordnete Kirchenbehörde, die Provinciaal Kerkbestuur, seiner Ämter.
Wahrscheinlich waren es Handlungsreisende und Saisonarbeiter, über die Feisser kurz nach seiner Amtsenthebung von der noch jungen baptistischen Bewegung in Deutschland hörte. Er nahm Kontakt mit Johann Gerhard Oncken, dem Begründer dieser Bewegung, auf und erhielt auf dessen Vermittlung hin Besuch von Julius Köbner und dem Jeveraner Gemeindeältesten Anton Friedrich Remmers. Feisser erfuhr so, dass er mit seinem Taufverständnis nicht alleine stand; zum ersten Mal hörte er in den Gesprächen mit Köbner und Remmers die Konfessionsbezeichnung Baptisten.

### Erste Gemeindegründung und weitere Entwicklungen
Im Mai 1845 reiste Julius Köbner ein zweites Mal zu Feisser. Dieser hatte inzwischen einen kleinen Kreis Gleichgesinnter um sich gesammelt. Sie traten aus der Reformierten Kirche aus und entschlossen sich zur Taufe. Köbner vollzog die Taufe an Feisser und an zunächst sechs weiteren Mitgliedern des Feisserschen Kreises. Ort der Taufe war der Nijveensche Mond, nicht weit entfernt von Gasselternijveen.
Die Getauften konstituierten sich unter Köbners Vorsitz als Gemeente van gedoopte Christenen (Gemeinde getaufter Christen). Feisser wurde zum Ältesten dieser ersten niederländischen Baptistengemeinde ordiniert. Schon kurze Zeit später erhielt sie als Religionsgesellschaft die offizielle Königliche Anerkennung. Die Gemeinde wuchs zunächst nur sehr langsam.
In der zweiten Hälfte des 19. Jahrhunderts erlebte die baptistische Bewegung der Niederlande einen starken Aufschwung. Neben Gemeindegründungen in den Provinzen Groningen und Friesland, die vor allem von ostfriesischen Baptisten aus Ihren unterstützt wurden, entwickelten sich auch Gemeinden in Haarlem, Den Haag und Amsterdam. Zu den Pionieren des niederländischen Baptismus gehört auch der Ihrener Missionar und ehemalige Schmiedegeselle Johann Pieter de Neui. Aufgrund seiner Tätigkeit entstand in Franeker (Friesland) eine Baptistengemeinde, deren Prediger er ab 1865 für sechs Jahre wurde.
Im Januar 1881 erfolgte die Gründung  des niederländischen Baptistenbundes. Sein Name lautete zunächst Unie van Gemeenten van gedoopte Christenen. 26 Vorsteher und Älteste nahmen an der Gründungsversammlung teil. Um 1900 zählte der Bund 20 Mitgliedsgemeinden mit rund 1000 getauften Mitgliedern. Er wurde zum Gründungsmitglied der 1905 in London ins Leben gerufenen Baptist World Alliance. 1917 nahmen die niederländischen Baptisten den Namen an, den sie bis heute noch tragen: Unie van Baptistengemeenten in Nederland.
Zwischen 1946 und 1970 kam es im niederländischen Baptismus zu einer weiteren Wachstumsphase. Fast 30 neue Gemeinden bildeten sich in dieser Zeit. Die Mitgliedszahl stieg auf fast 10.000. Dazu kamen viele weitere Gemeinden, die sich als unabhängige Gemeinden konstituiert hatten.
1972 erhielten die niederländischen Baptisten einen eigenen theologischen Lehrstuhl an der Universität Utrecht. Zur selben Zeit entwickelten sich Spannungen zwischen mehr liberalen einerseits und konservativen Gemeinden andererseits, die 1981 zur Abspaltung der in der Bruderschaft organisierten Gemeinden führten.

## Organisation derUnie
Der niederländische Baptistenbund versteht sich als eine kongregationalistisch organisierte Kirchengemeinschaft. Da im Zentrum baptistischer Ekklesiologie die autonome Ortsgemeinde steht, stehen regionale und nationale Zusammenschlüsse nicht hierarchisch über den Gemeinden. Am Anfang des 21. Jahrhunderts wurde die Unie, nach jahrzehntelangen Vorbereitungen, weitgehend reorganisiert. Sie gehört zur Europäisch-Baptistischen Föderation und zum Baptistischen Weltbund.

### DieAlgemene Vergadering
Die Algemene Vergadering (deutsch: Allgemeine Versammlung) besteht aus gewählten Abgeordneten der Ortsgemeinden und trifft sich mindestens einmal im Jahr, um auf einer mehrtägigen Ratstagung über alle wichtigen Angelegenheit des Baptistenbundes zu entscheiden. Die Vergadering beschließt über den Haushalt des Bundes und wählt die Mitglieder der  Bundesleitung (Unieraad).

### DerUnieraad
Der Unieraad besteht aus sechs bis neun Personen, die jeweils bestimmten Arbeitsbereichen vorstehen. Seine Mitglieder werden auf begrenzte Zeit gewählt. Ihre Aufgabe ist es, die Beschlüsse des Unieraad auszuführen und die überregionale Arbeit zu koordinieren.
Neben der Hauptgeschäftsführung des Bundes verantwortet der Unieraad folgende Sachgebiete:
- Theologische Ausbildung
- Gemeindeaufbau und Evangelisation
- Mission und Diakonie
- Frauenwerk
- Jugend- und Kinderarbeit

## Broederschap van Baptistengemeenten / ABC-Gemeinden
Die Broederschap wurde 1981  als Abspaltung von der Unie gegründet und umfasste 26 autonome Gemeinden mit insgesamt ca. 5000 gläubig getauften Mitgliedern. 2005 verschmolz die Bruderschaft mit den niederländischen CAMA-Gemeinden und bildet heute unter dem Namen ABC-Gemeinden (niederländisch: ABC – Alliantie van Baptisten en CAMA gemeenten) einen neuen Kirchenverband. Zu ihm gehören 68 örtliche Gemeinden. Darunter ist die Vrije Baptistengemeente Bethel in Drachten, geleitet von Pfarrer Orlando Bottenbley, die größte freie Kirchengemeinde in den Niederlanden mit über 2000 Mitglieder und 750 Kindern. Die ABC-Gemeinden gehören weder zur Europäisch-Baptistischen Föderation noch zum Baptistischen Weltbund.